# Кушнірюк Віталій Васильович
Віталій Васильович Кушнірю́к (нар. 23 липня 1947, Киселів) — український живописець; член Спілки радянських художників України з 1989 року. Заслужений художник України з 2010 року. Брат актора Ореста Кушнірюка.

## Біографія
Народився 23 липня 1947 року в селі Киселеві (нині Чернівецький район Чернівецької області, Україна). Протягом 1969—1973 років навчався на художньо-графічному факультеті Одеського педагогічного інституту, був учнем Давида Беккера, Івана Логвина.
1973 року заснував художню школу в місті Хотині, де викладав живопис і малюнок; у 1974—1982 роках викладав у Чернівецькій дитячій художній школі. Упродовж 1988—1992 років обіймав посади голови художньої ради та головного художника Художнього фонду Чернівецької організації Спілки радянських художників України.
Мешкає у Чернівцях в будинку на вулиці Трояндовій, № 18.

## Творчість
Працює у галузі станкового живопису. У реалістичному стилі створює тематичні композиції, портрети діячів минулого та сучасності, краєвиди Карпат і Закарпаття, морські пейзажі, натюрморти. Серед робіт:
- «Натюрморт воєнних часів» (1974);
- «Народний умілець» (1974);
- «Зима» (1976);
- «Будівельник Б. Браш» (1983);
- «Ветеран війни Д. Дребот» (1984);
- «Лісоруб Є. Мусуряк» (1984);
- «Майстер» (1985);
- «Півонії» (1985);
- «Дочка Олена» (1986);
- «Квіти та овочі» (1987);
- «Ранок у Карпатах» (1989);
- «Тарас Шевченко у Кам'янці-Подільському» (1990);
- «Церква у Косові» (1991);
- «Зима в Карпатах» (1992);
- «Бузок» (1995);
- «Літо в Карпатах» (1997);
- «Піони» (1999);
- «Тарас Шевченко» (2000);
- «Рання осінь» (2000);
- «Зимовий краєвид» (2004);
- «Лікар» (2006);
- «Жіночий портрет» (2008);

серії
- «Море» (1994);
- «Наукові діячі Буковинського медичного університету» (1996),
- «Відомі українці» (2009).

Бере участь у всеукраїнських мистецьких виставках з 1983 року. Персональні виставки відбувалися у Гросефені протягом 1996—2008 років.